# 프랑수아즈 파비앙
프랑수아즈 파비앙(Françoise Fabian, 1933년 5월 10일 ~ )은 프랑스의 배우이다.

## 출연 작품

### 영화
- 매그레 서장의 분노 (1963, Maigret voit rouge)
- 파리의 도적 (1967)
- 세브린느 (1967)
- 모드 집에서의 하룻밤 (1969)
- 더 스페셜리스트 (1969, Gli specialisti)
- 아웃 원 (1971)
- 오후의 사랑 (1972)
- 엑스트라 인생 (1973, Salut l'artiste)
- 은밀한 투영 (1973, Projection privée)
- 프로페셔널 작전 (1973, La Bonne Année)
- 고대의 계단 아래 (1975, Per le antiche scale)
- 애욕의 종점 (1976, Natale in casa d'appuntamento)
- 끌로드 부인 (1977, Madame Claude)
- 어떤 재회 (1989, Reunion)
- 은밀한 방어 (1998, Secret défense)
- 편지 (1999, La Lettre)
- 크리스마스 트리 (1999, La Bûche)
- 5x2 (2004)
- 비밀일기 (2008)
- Un homme et son chien (2009)
- 납치 (2009, Rapt)
- 아버지의 비밀 (2010, L'Arbre et la Forêt)
- Comme les cinq doigts de la main (2010)
- 그 이름은... (2012)
- 엄마와 나 그리고 나의 커밍아웃 (2013)
- 브리용티심 (2018)

### 텔레비전
- 감정교육 (1973, L'Éducation sentimentale)
- 줄리아 내 사랑 (1989, Disperatamente Giulia)
- 쿠오 바디스 (1985)
- Les Petits Meurtres d'Agatha Christie (2013)
- 연예인 매니저로 살아남기 (2015)